# Lisaea
Lisaea là chi thực vật có hoa trong họ Apiaceae.